# 팔과정로
팔과정로(Palgwajeong-ro)는 전북특별자치도 전주시 완산구 만성동에서 덕진구 팔복동까지 연결하는 전주시도로, 총 연장은 2.820 km이다. 

## 유래
도로의 명칭이 유래된 것은 역사적인 시설물을 명칭으로 부여하여, 동곡리와 반룡리 사이의 정자로 조선 인조때 선비 8명이 함께 세웠으며 원래의 정자는 없어졌지만 팔복정수장이 들어온 이후 전주시에서 재건하였기 때문에 그 이름이 붙었기 때문이다.

## 역사
- 2009년 8월 5일 : 도로명으로 팔과정로를 고시

## 주요 경유지
- 완산구
  - 만성동
- 덕진구
  - 팔복동3가 - 팔복동2가 - 팔복동1가 - 여의동2가 - 팔복동4가

## 접촉하는 도로
- 온고을로
- 서귀로
- 팔복로
- 반룡로
- 동곡로
- 기린대로
- 신복로
- 도로 미개설에 따른 교차 불가 도로 : 동부대로

## 주요 건물 및 시설
- 셰플러코리아(유)전주공장 (팔과정로 17/팔복동3가 402)
- 창업보육센터 (팔과정로 18/팔복동3가 422-9)
- 모나리자 (팔과정로 53/팔복동3가 400-2)
- 전라북도경제통상진흥원 (팔과정로 164/팔복동1가 337-2)
- 팔복LH아파트 (팔과정로 168/팔복동1가 333-35)
- 전주팔복초등학교 (팔과정로 181/여의동2가 374-1)
- 훼밀리식품 (팔과정로 216/팔복동4가 249-3)